# Chiesa di San Nicola (Pisino)
La  chiesa di San Nicola è il principale edificio di culto cattolico della cittadina di Pisino, nell'Istria croata.

## Storia
Il duomo romanico fu eretto nel 1266 ottenendo lo status di prepositura all'interno della diocesi di Parenzo. Successivamente, nel XV secolo un santuario tardogotico fu affiancato al corpo centrale dell'edificio, che si presentava con volte retiformi affrescate da un pittore alpino (probabilmente tirolese): la data di costruzione (1441) è confermata dall'iscrizione in latino sulla facciata del santuario.
Tra il XVII e il XVIII secolo la chiesa fu ampiamente rimaneggiata e la facciata assunse uno stile spiccatamente barocco: nel 1730, infine furono aggiunte le due odierne navate laterali. Poco più di trent'anni dopo, nel 1764, la chiesa fu consacrata a san Nicola, protettore della città.

## Descrizione
All'interno la chiesa presenta una struttura a tre navate (una centrale e due laterali) ed è conservato l'antico presbiterio separato dall'aula da un grande arco gotico interamente affrescato. L'abside ha una forma semiottagonale sormontata da una volta con archi acuti ogivali costolonati, è completamente affrescata con raffigurazioni risalenti al 1460: in prossimità del punto d'incrocio dei costoloni trovano posto tredici piccoli scudi in pietra con le insegne araldiche delle famiglie nobili che presero parte alla realizzazione della chiesa. Di grande pregio sono anche i sette altari risalenti al XV e al XVIII secolo: l'altare maggiore è consacrato a san Nicola mentre il più antico è dedicato a Santa Maria.
Accanto agli altari sono presenti alcune lastre tombali che testimoniano l'antica consuetudine di seppellire i morti all'interno delle chiese. Nell'area retrostante il sagrato  si trova il campanile massiccio che si staglia dall'alto dei suoi 45 metri: costruito nel 1705, è una torre in calcare bianco, con doppio coronamento e trifore alla cella campanaria, sormontato da una torre ghibellina merlata con cuspide ottagonale. Sulla parte sommitale della torre campanaria vi è un orologio che volge verso la città vecchia, sopra lo stemma di Pisino, mentre ai suoi piedi. in prossimità del muro di pietra vi era un accesso diretto all'edificio, costruito nel 1705.